# Snowpolo World Cup

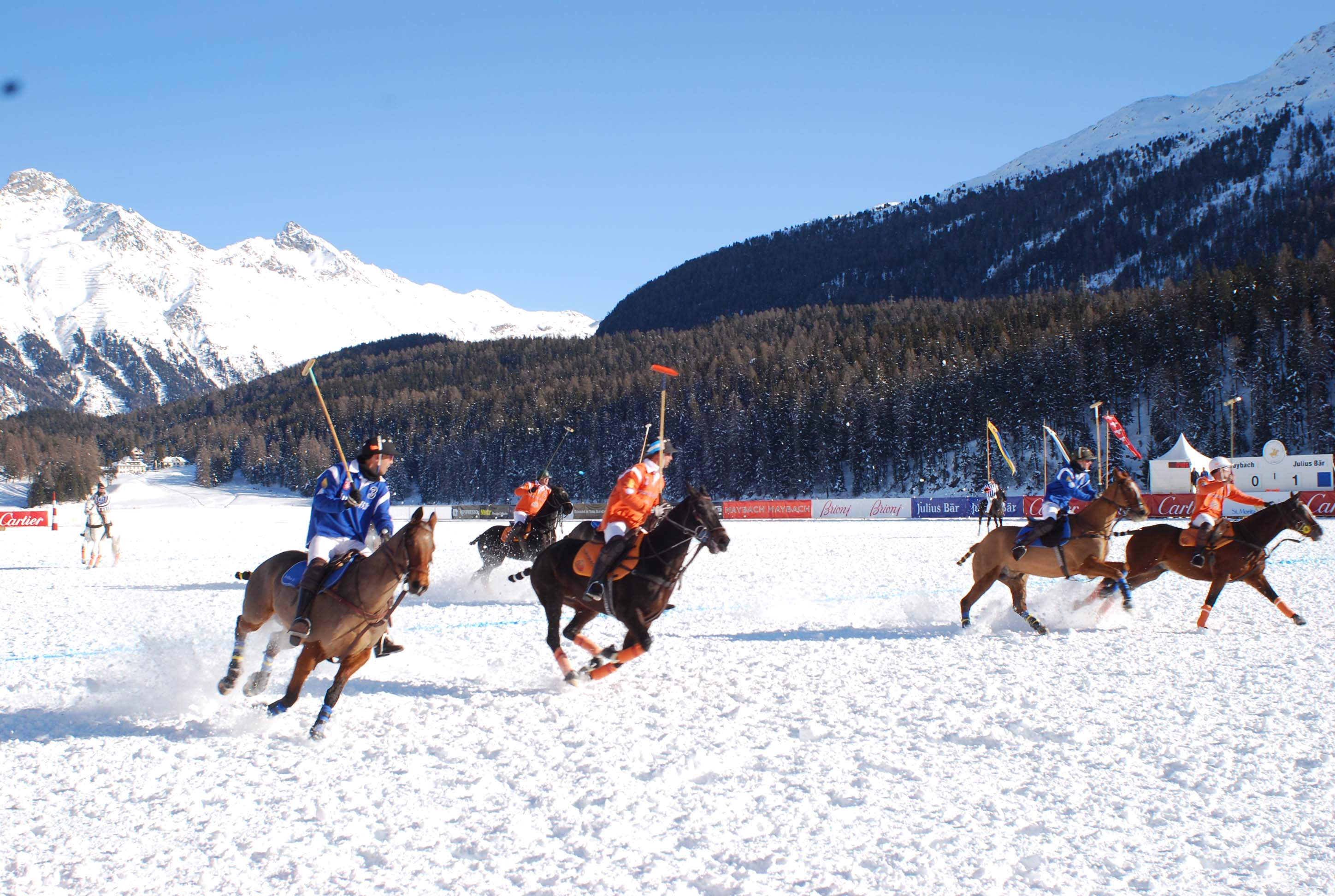
2008

De Snow Polo World Cup St. Moritz (voorheen Snowpolo World Cup) wordt sinds 1985 op het Meer van Sankt Moritz bij St Moritz gespeeld. Vier High Goal teams spelen om de Cartier Trophy. Er wordt net als bij graspolo gespeeld door teams van vier spelers, waarbij dezelfde regels gelden. De gezamenlijke handicap van een High Goal team is 15-22.

## Voorgeschiedenis
Er werd in St Moritz al in 1899 polo gespeeld door Engelse militairen. Toen die niet meer in Zwitserland gestationeerd waren, verdween ook de polosport. Pas na de Tweede Wereldoorlog keerde de sport naar Zwitserland terug. In 1959 werd de St Moritz Polo Club opgericht en jarenlang werd er alleen op gras gespeeld. De eerste president was dr P R Berry. Van 1960-1964 werden er zomertoernooien georganiseerd ter voorbereiding van de Olympische Zomerspelen 1964. 
In 1978 werd het St Moritz Polo Team opgericht door Reto G. Gaudenzi. Berry overleed in 1983 en werd opgevolgd door Christian Matthis, die de Polo Club herorganiseerde en de Schweizerische Poloverband (SPA, Swiss Polo Association) oprichtte. Het Zwitserse team deed dat jaar in Barcelona mee aan een internationaal kampioenschap, en speelde later ook in andere landen. 

In 1986 werd Matthis opgevolgd door Dr P R Berry II, zoon van de oprichter; al een jaar later werd deze vervangen door Daniel Hofstetter, die jarenlang vicepresident was geweest. In 1991 werd er een officieel poloveld aangelegd, waarna er 's zomers en 's winters een toernooi was.

## World Cup
Het idee om een snowpolo toernooi op te richten kwam van Gaudenzi, die in de Engadin was geboren maar in Spanje woonde. Hij het vreemd vond dat het Zwitserse team vaak in het buitenland speelde maar nooit in de Engadin, waar de Zwitserse polo ontstaan was. De Cartier Polo World Cup on Snow was in 1985 het eerste internationale 'High Goal' snowpolo evenement ter wereld. Cartier stelde de trofee ter beschikking. 

In 1998 werd Armin Diem president van de Winter Event Organising Committee. De Polo Club had toen honderd leden. Hij werd in 2001 opgevolgd door Urs Ernst Schwarzenbach (1948), die vooral in Engeland woont en ook bestuurslid is van de Guards Polo Club. De World Cup in St Moritz wordt in het laatste weekend van januari gespeeld en duurt drie dagen. Ieder team speelt tegen de drie andere teams en iedere wedstrijd heeft een eigen trofee. Sinds 2011 vertegenwoordigen de teams een land, waarbij de nationaliteit van de captain geldt. Er kwamen in 2015 ruim 12.000 toeschouwers.
In 2004 schreef Michael Bühler het boek "20 Years Cartier Polo World Cup on Snow St. Moritz" ter viering van het jubileum.
| Jaar                                           | Winnaar                                       | Speler 1                                      | Speler 2                                      | Speler 3                                      | Speler 4                                      | Info                                          |
| World Premiere Cartier Polo World Cup on Snow  | World Premiere Cartier Polo World Cup on Snow | World Premiere Cartier Polo World Cup on Snow | World Premiere Cartier Polo World Cup on Snow | World Premiere Cartier Polo World Cup on Snow | World Premiere Cartier Polo World Cup on Snow | World Premiere Cartier Polo World Cup on Snow |
| ---------------------------------------------- | --------------------------------------------- | --------------------------------------------- | --------------------------------------------- | --------------------------------------------- | --------------------------------------------- | --------------------------------------------- |
| 1985                                           | Team Cartier St Moritz                        | Reto Gaudenzi                                 | Orazio Annunziata                             | Gianny Berry Vlad Antoniade                   | Yvan Guillemin                                |                                               |
| Belgian American Investments World Cup on Snow |                                               |                                               |                                               |                                               |                                               |                                               |
| 1986                                           | Team Europa                                   | Reto Gaudenzi Orazio Annunziata               | Vlad Antoniade                                | Yvan Guillemin                                | ?? Paul Withers                               |                                               |
| Audi Polo World Cup on Snow                    |                                               |                                               |                                               |                                               |                                               |                                               |
| 1987                                           | Team Europa                                   | Oliver Ellis                                  | Orazio Annunziata                             | ?? Franco Piazza                              | Yvan Guillemin                                |                                               |
| 1988                                           | Team Audi - St Moritz                         | Mario Zindel                                  | Reto Gaudenzi                                 | Adrian Laplacette                             | Yvan Guillemin                                |                                               |
| 1989                                           | Team Audi - St Moritz                         | Mario Zindel                                  | Reto Gaudenzi                                 | Alfonso Pieres                                | Adrian Laplacette                             |                                               |
| Revlon Polo World Cup on Snow                  |                                               |                                               |                                               |                                               |                                               |                                               |
| 1990                                           | Team Pommery - Milano                         | ?? Colin Emson                                | ?? Franco Pellegrino                          | James Lucas                                   | ?? Martin Orotzo                              |                                               |
| 1991                                           | Team Revlon - Palm Beach                      | ?? Franco Pellegrino                          | Michael Tarnopol                              | Christian Laprida                             | ?? Vlad Antoniade                             | M L Tarnapol 1937-2005                        |
| 1992                                           | Team Bernie's - St Moritz                     | Reto Gaudenzi                                 | James Lucas                                   | Adrian Laplacette                             | Mario Zindel                                  |                                               |
| Cartier Polo World Cup on Snow                 |                                               |                                               |                                               |                                               |                                               |                                               |
| 1993                                           | Team Pommery - São Paolo                      | Piero Dillier                                 | Adriano Agosti                                | James Lucas                                   | Tomás Fernández Llorente                      |                                               |
| 1994                                           | Team Pommery - Las Leñas                      | Piero Dillier                                 | Adriano Agosti                                | Tomás Fernández Llorente                      | ?? Martin Orotzo                              |                                               |
| 1995                                           | Team Trois Pommes - Las Leñas                 | Piero Dillier                                 | Adriano Agosti                                | James Lucas                                   | Tomás Fernández Llorente                      |                                               |
| 1996                                           | Team Cartier                                  | John Manconi                                  | Horacio Fernández Llorente                    | Piki Díaz Alberdi                             | Francis-Michael Claessens                     |                                               |
| 1997                                           | Team Cartier                                  | John Manconi                                  | Horacio Fernández Llorente                    | Piki Díaz Alberdi                             | Francis-Michael Claessens                     |                                               |
| 1998                                           | Team Cartier                                  | John Manconi                                  | Horacio Fernández Llorente                    | Piki Díaz Alberdi                             | Francis-Michael Claessens                     |                                               |
| 1999                                           | Team Pommery - Ghantoot Abu Dhabi             | Nasser al-Daheri                              | Luis Escobar                                  | Hugo Barabucci                                | Thomas M. Rinderknecht                        |                                               |
| 2000                                           | Team Cartier - St Moritz                      | Adriano Agosti                                | Cody Forsyth                                  | Satnam Dhillon                                | Marco di Paola                                |                                               |
| 2001                                           | Team Cartier - St Moritz                      | Adriano Agosti                                | José Donoso                                   | Cody Forsyth                                  | Chris Hyde                                    |                                               |
| 2002                                           | Team Denergy                                  | John Manconi                                  | Satnam Dhillon                                | Carlos Solari                                 | Alejandro Díaz Alberdi                        |                                               |
| 2003                                           | Team Bank Hofmann                             | Piero Dillier Thomas Rinderknecht             | Lucas Labat                                   | Ignacio Tillous                               | ?? Christian Berat                            |                                               |
| 2004                                           | Team Larchmont                                | Marek Dochnal                                 | Juan Martin Nero                              | Alejandro Díaz Alberdi                        | Jack Kidd                                     |                                               |
| 2005                                           | Team Maybach                                  | Simon Holley                                  | Chris Hyde                                    | Nacho Gonzalez                                | Alejandro Díaz Alberdi                        | Team Siemens                                  |
| 2006                                           | Team Cartier                                  | Adriano Agosti                                | Jaime Huidobro                                | Jack Baillieu                                 | Jonny Good                                    |                                               |
| 2007                                           | Team Brioni                                   | Charlie Hanbury                               | Eduardo Novillo Astrada (+9)                  | Milo Fernández Araujo                         | Guy Schwarzenbach                             | Hanbury en Astrada wonen in Argentinië        |
| 2008                                           | Team Brioni                                   | Guy Schwarzenbach                             | Nacho Gonzalez                                | John Paul Clarkin                             | Jonny Good                                    |                                               |
| 2009                                           | Team Julius Bär                               | Pablo Mac Donough (+10)                       | José Donose (+7)                              | Richard Le Poer (+4)                          | George Milford Haven (+1)                     | Julius Bär is een Zwitsers bankconcern        |
| 2010                                           | Team Cartier                                  | John Paul Clarkin (+8)                        | Glen Gilmore (+7)                             | Robert Archibald (+6)                         | Saeed Bin Drai (+1)                           |                                               |
| 2012                                           |                                               | geannuleerd wegens onbetrouwbaar ijs          | geannuleerd wegens onbetrouwbaar ijs          | geannuleerd wegens onbetrouwbaar ijs          | geannuleerd wegens onbetrouwbaar ijs          | Slecht ijs                                    |
| 2013                                           | Team Cartier                                  | Jonathan Munro Ford (0)                       | Max Charlton (+6)                             | Chris Hyde (+6)                               | Nacho Gonzalez (+6)                           | Eerste deelname van J M Ford                  |
| 2014                                           | Team Cartier                                  | Jonathan Munro Ford (0)                       | Max Charlton (+6)                             | Chris Hyde (+6)                               | Hissam Ali Haider (+6)                        |                                               |
| Snow Polo World Cup St. Moritz                 |                                               |                                               |                                               |                                               |                                               |                                               |
| 2015                                           | Team Cartier                                  | Jonathan Munro Ford (0)                       | Max Charlton (+7)                             | Chris Hyde (+6)                               | Jamie Morrison (+3)                           | Team Cartier 2015                             |
| 2016                                           | Team Maserati                                 | Rommi Gianni (1)                              | Dario Musso (7)                               | Luciano VazQuez (2)                           | Frankie Menendes (6)                          |                                               |

De organisatie van de Snow Polo World Cup St Moritz is medio 2014 overgenomen door Evviva Polo St. Moritz.

## Trivia
De gezamenlijke handicap bepaalt in welke categorie een team speelt: Low Goal = 0-5, Medium Goal = 6-14 en High Goal = 15-22. High Goal teams zijn de beste teams.